# Conomitrium palmatum
Conomitrium palmatum là một loài Rêu trong họ Fissidentaceae. Loài này được (Hedw.) Müll. Hal. mô tả khoa học đầu tiên năm 1851.